# Leptodrassus tenerrimus
Leptodrassus tenerrimus är en spindelart som först beskrevs av O. Pickard-Cambridge 1872.  Leptodrassus tenerrimus ingår i släktet Leptodrassus och familjen plattbuksspindlar.
Artens utbredningsområde är Israel. Inga underarter finns listade i Catalogue of Life.